# Exocentrus testudineus
Exocentrus testudineus là một loài bọ cánh cứng trong họ Cerambycidae.